# فرایند فیشر–تروپش

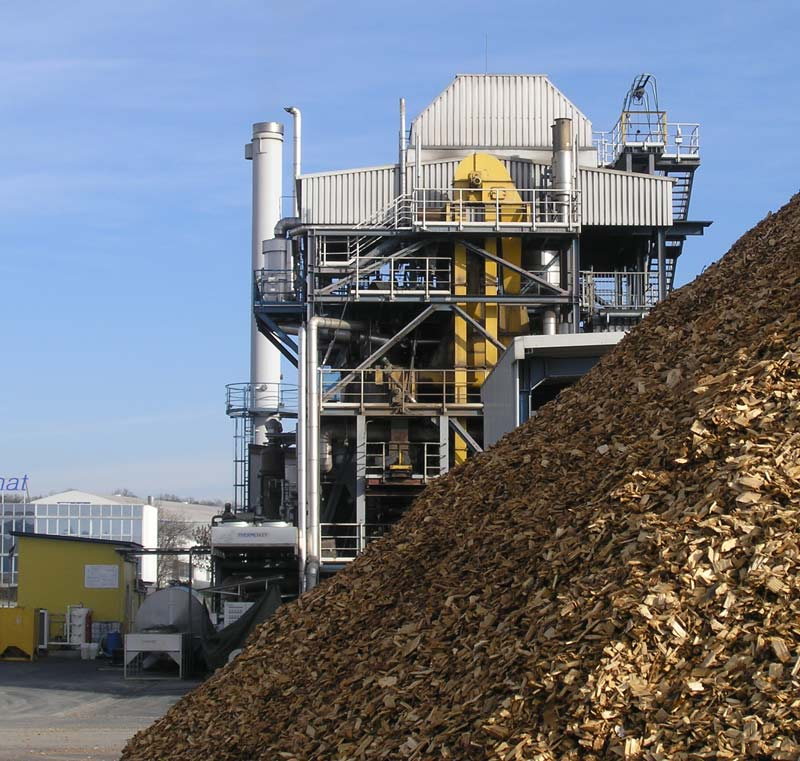
نمونه‌ای از یک واحد فیشر–تروپس در اتریش

فرایند فیشر–تروپش (به انگلیسی: Fischer–Tropsch process) یا سنتز فیشر–تروپش مجموعه‌ای از واکنش‌های شیمیایی است که طی آن گاز مونواکسید کربن در واکنش با گاز هیدروژن مجموعه‌ای از هیدروکربنها را ایجاد می‌کند. این روش در تولید سوخت‌های سنتزی از مواد طبیعی چون زغال‌سنگ، گاز طبیعی، پسماندهای گیاهی و مواد روان‌کننده کاربرد دارد. این فرایند به‌طور مشترک توسط فرانس فیشر و هانس تروپش در سال ۱۹۲۳ و در آلمان کشف شد. برای تولید سوخت سنتزی سه مرحله کلی نیاز می‌باشد:
1. تهیه گاز سنتز
2. سنتز فیشر- تروپش
3. جداسازی و بهبود کیفیت محصولات مورد نیاز

### مکانیسم واکنش
فرایند فیشر–تروپش شامل مجموعه‌ای از واکنش‌های شیمیایی است که به تولید محصولات مختلف هیدروکربن با فرمول (CnH2n+2) می‌انجامد. مطلوبترین واکنش شامل تولید آلکان‌هاست که در ذیل نشان داده شده‌است:
(2n + 1) H2 + n CO → CnH2n+2 + n H2O
در این معادله n مقدار ۱۰ تا ۲۰ را داراست. تشکیل متان (n=۱) مطلوب نیست. بیشتر آلکان‌های تولید شده تمایل به راست زنجیر بودن داشته مناسب سوخت دیزل می‌باشند. در کنار تولید آلکان‌ها، واکنش‌های رقابتی منجر به تشکیل آلکنها، الکلها و دیگر هیدروکربن‌های اکسیژنه می‌گردد.
| 2n+1) H2 + n CO→ C2H(2n+2) + n H2O) |

| 2n H2 + n CO → CnH2n + n H2O |

| 2n H2 + n CO → CnH2n+2O + (n-1) H2O |

| CO + H2O → CO2 + H2 |

| a) MxOy +y M2 → y M2O + x M b) b MxOy + y CO → y CO2 + x M |

| y C + x M → MxCy |

| 2CO → C + CO2 |

## تاریخچه فرایند فیشر-تروپش
این فرایند اگرچه بسیار قدیمی است اما به دلیل اهمیت روزافزون آن هنوز در صنعت و محافل دانشگاهی مورد توجه است. اولین بار درسال ۱۹۰۲میلادی، ساباتیر (Sabatier) و همکارانش توانستند با هیدروژناسیون منوکسید کربن و با استفاده از کاتالیزور نیکل، متان را تهیه نمایند و بدین ترتیب راه برای تهیه سایر هیدروکربن‌ها گشوده شد. اما سنتز فیشر_تروپش از دههٔ ۱۹۲۰زمانی که صنایع فولاد آلمان به دنبال روشی برای استفاده بهینه از گاز سنتز حاصل در فرایند کک زنی فولاد می‌گشتند توسعه یافت. در سال۱۹۲۱کالورت (Calvert) با استفاده از گاز سنتز، متانول را با راندمان حدود ۸۰ درصد تهیه نمود و در سال ۱۹۲۲پاتارد (Paturd) متانول را در دمای ۲۰۰ درجه سانتی گراد و فشار ۲۰۰–۱۵۰ اتمسفر در مجاورت کاتالیزورهای مس و اکسید روی تهیه نمود. اما قبل از موفقیت فیشر و تروپش در سنتز هیدروکربن‌های سنگین از گاز سنتز در سال ۱۹۱۳فردریش برگیوس دانشمند آلمانی، فرایند کاتالیزوری را برای استخراج مایعات هیدروکربنی از زغال‌سنگ در حضور هیدروژن را ابداع کرد. در این فرایند سوختی با عدد اکتان بالا از زغال‌سنگ استخراج شد که برای هواپیما ایده‌آل بود. برگیوس حقوق اختراع خود را به شرکت شیمیایی ای.گ. فاربن با مدیریت کارل بوش واگذار کرد. بوش قبلاً به فرایندهای سنتز آمونیاک (که قبلاً فریتز هابر کشف کرده بود) و همچنین سنتز متانول از گاز سنتز علاقه‌مند شده بود. او این فرایندها را در شرکت فاربن توسعه داد. همچنین شرکت شیمیایی فاربن براساس فرایند برگیوس در سال ۱۹۲۷یک واحد نیمه صنعتی را در ناحیه لئونای آلمان راه اندازی کرد. به دلیل تلاش‌های بوش و برگیوس، جایزه نوبل سال ۱۹۳۱به آنها تعلق گرفت. شرکت فاربن گمان می‌کرد که سوخت‌های فسیلی جهان در حال اتمام است، از این رو فرایند برگیوس را جایگزین مناسبی برای سوخت‌های فسیلی می‌انگاشت. به دلیل مشکلات اقتصادی، شرکت شیمیایی فاربن به دنبال شرکایی جدید در سطح جهان می‌گشت تا اینکه شرکت آمریکایی استاندارد اویل نیوجرسی (اکسول موبیل امروزی) به همکاری با این شرکت آلمانی برای توسعهٔ این تکنولوژی علاقه‌مند شد و این علاقه به حدی بود که مدیر شرکت استاندارد اویل تحقیقات شرکت خود را در مقایسه با روش‌های تولید سوخت های سنتزی کودکانه خواند و علاقهٔ شرکتش را به سرمایه‌گذاری مشترک برای این تکنولوژی ابراز کرد. به موازات تحقیقات برگیوس در دههٔ ۱۹۲۰دو دانشمند آلمانی دیگر به نام‌های فرانس فیشر (Franz Fischer) و هانس تروپش(Hans Tropsch) در انستیتوی تحقیقات زغال‌سنگ کایزر ویلهام در مولهیم منطقه روهر آلمان به دنبال روشی برای تهیه سوخت‌های هیدروکربنی از گازی که از زغال‌سنگ بدست می‌آمد بودند. در روش توسعه یافته این دو، مولکول‌های زغال‌سنگ تحت فشار بخار آب به گاز سنتز و سپس به کمک کاتالیزورهای مناسب به هیدروکربنهای سنگین تر تبدیل می‌شوند. گاز سنتز حاصل از زغال‌سنگ که به مقدار زیاد در صنایع فولاد آلمان تولید می‌شد شامل منوکسیدکربن و هیدروژن است. بوش، رئیس شرکت فاربن به گسترش روش خود تمایل داشت و همچنین کمبود منابع نفتی در آلمان و نیاز به سوخت خودرو برای ارتش آلمان در خلال جنگ جهانی دوم و نفوذ سیاسی بالای رئیس شرکت فاربن توانست توجه هیتلر را به فرایند برگیوس برای تهیه سوخت‌های سنتزی جلب کند. در این زمان فیشر و تروپش قادر به رقابت با فاربن نبودند زیرا علاوه براینکه نفوذ سیاسی فاربن را نداشتند، محصولات حاصل از فرایند برگیوس می‌توانستند سوخت مناسب هواپیما را تولید کنند. اما فرایند نوپای فیشر_تروپش محصولاتی چندان ارزشمند تولید نمی‌کرد. اما موفقیت‌های بعدی از آن فیشر بود زیرا مدتی بعد فیشر و پیچلر (Pichler) کاتالیزور سنتزفشاری متوسط را بر پایه کبالت ساختند که محصولات میان تقطیر و واکس را تولید می‌کرد. این کاتالیزور اساس واحدهای صنعتی سوخت‌های سنتزی آلمان در طی جنگ جهانی دوم شد. در این زمان، انستیتوی تحقیقات زغال‌سنگ کایزر ویلهام کار خود را گسترش داد و شرکت بزرگ روهرشیمی را به‌وجود آورد که مسئولیت توسعه سوخت‌های سنتزی را که برای دولت آلمان بسیار مهم بود برعهده داشت.
در نوامبر سال ۱۹۳۵تلاش آلمانی‌ها برای تولید سوخت‌های سنتری، چهار واحد بزرگ تحت لیسانس شرکت روهرشیمی براساس فناوری فیشر_تروپش در حال ساخت بودند که ظرفیت کلی آنها ۱۰۰۰۰تا ۱۲۰۰۰۰تن(۷۲۴۰۰۰تا ۷۶۸۰۰۰بشکه) از محصولاتی شامل بنزین، دیزل، روغن‌های روان‌کننده و دیگر مواد پتروشیمی بود. فرایند فیشر_تروپش یک واکنش گرمازا است که حذف گرمای تولید شده برای کنترل فرایند و جلوگیری از تولید محصولات نامطلوب و همچنین غیرفعال شدن کاتالیزور بسیار مهم است. نخستین رآکتورهای توسعه یافته در کمپانی روهرشیمی از نوع بستر ثابت بودند که در فشارهای متوسط ۵تا 15barکار می‌کردند. در این رآکتورها کاتالیزور در پوسته رآکتور قرار داشت و آب اشباع برای کنترل دمای واکنش درون لوله‌های اطراف بستر کاتالیزور در حال حرکت بود. به دلیل راندمان پایین این رآکتورهای اولیه، کمپانی روهرشیمی و لورگی رآکتورهای بستر ثابت چند لوله ای در درون یک پوسته را که بعدها به رآکتور آرگ شهرت یافتند توسعه دادند؛ و این نوع رآکتورها که در فشار حدود 20barکار می‌کردند، لوله‌ها پر از کاتالیزور می‌شدند و گرمای واکنش از آب درون پوسته دفع می‌شد.

## سنتز فیشر-تروپش در ایران
در ایران شرکت سرو در سال ۱۳۸۷ شمسی کار بر روی فرایند فیشر تروپش را آغاز کرد در این شرکت به کمک رآکتورهای POX گاز سنتز تولید شده و از رآکتورهای بستر ثابت برای قسمت واکش‌های بخش فیشر تروپش استفاده می‌شود. این شرکت در سال ۱۳۹۰ شمسی یک واحد پایلوت با ظرفیت ۱ بشکه در روز در شهرک صنعتی عباس‌آباد راه اندازی کرد که در سال ۱۳۹۲ نیز دو بار دیگر به مدت ۹۵ روز راه اندازی شد اما این واحد پایلوت به دلیل مشکل واحد (utility) از مدار خارج شد. هم‌اکنون این شرکت در تلاش برای طراحی صنعتی یک واحد ۱۰۰۰ بشکه ای می‌باشد.